# Julia Lester
Julia Rose Lester, född 28 januari 2000 i Los Angeles, Kalifornien, är en amerikansk skådespelerska och sångerska. Hon spelar rollen som Ashlyn Caswell i Disney+-serien High School Musical: The Musical: The Series.
Lester är dotter till skådespelaren Loren Lester.

## Filmografi (i urval)
- 2016 – Bella and the Bulldogs (TV-serie)
- 2017 – Mom (TV-serie)
- 2018 – The Thundermans (TV-serie)
- 2019 – Prince of Peoria (TV-serie)
- 2019 – Game Shakers (TV-serie)
- 2019–2021 – High School Musical: The Musical: The Series (TV-serie)